# Library/Southwest 9th Avenue és Galleria/Southwest 10th Avenue megállóhelyek
Library/Southwest 9th Avenue és Galleria/Southwest 10th Avenue megállóhelyek a Metropolitan Area Express kék és piros vonalainak megállói az Oregon állambeli Portlandben. 2004 és 2009 között a sárga vonal is megállt itt, de annak megállóját a Portland Transit Mallhoz helyezték át.
A Yamhill és Morrison utcákban elterülő megállók szélső peronosak, a vonatokra a járdáról lehet felszállni; a kettő között egy parkolóház található, melynek földszintjén üzletek vannak. A Library/Southwest 9th Avenue megállóval szemközt van a Multnomah megyei Központi Könyvtár; a Galleria/Southwest 10th Avenue megálló névadója, az egykori The Galleria bevásárlóközpont épületében ma a Le Cordon Bleu Konyhaművészeti Főiskola működik. A körzet „West End” néven ismert, ami a közeli parkot, múzeumokat és történelmi szállodákat foglalja magában.

## A 11. sugárúti hurokvágányok

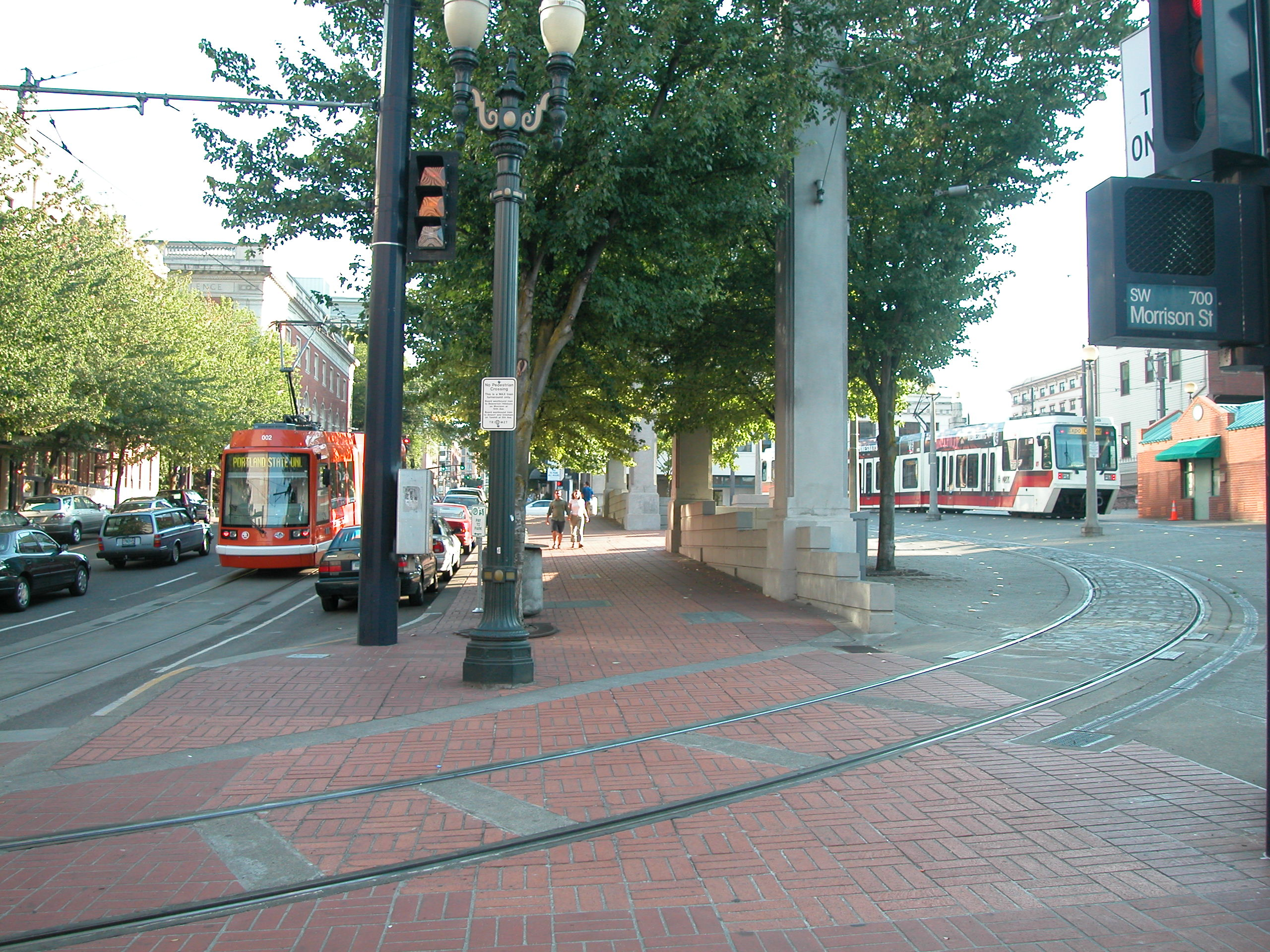
A 11. sugárúti hurokvágányok (jobbra)

A megállóktól nyugatra három visszafordító vágány található, amelyeken a szerelvények a Morrison utcáról elérhetik a Yamhill utcát. A mai kék vonal megnyitása előtt minden erre közlekedő szerelvény itt fordult vissza, majd a 2001-es megnyitástól a 2003-as, Beaverton pályaudvarig történő meghosszabbítása előtt a piros vonal szerelvényei jártak erre. Később a Portland Vintage Trolley vasárnaponként közlekedő nosztalgiavillamosai közlekedtek az átkötésen, 2004-es megnyitásától pedig a sárga vonal is ezt használta; utóbbi kettő útvonalát 2009-ben áthelyezték a Portland Transit Mallhoz. A hurokban jelenleg nincs menetrend szerinti forgalom; tárolóvágányokként, illetve a Providence Park stadionban tartott mérkőzések után indított plusz járatok használják, hasonlóan a Rose Quarter pályaudvarnál kialakított tartalékvágányhoz, illetve a Portland Vintage Trolley egykori Northeast 11 Avenue megállójához.
A hurokban biztonsági okokból tilos az utasszállítás. A fordítószakasz fél utcasaroknyi területet érint, mellette pedig egy karbantartóbázis és egy villamosvezetői pihenőépület is található.

## Átszállási lehetőség a Portland Streetcarra
A Portland Streetcar 10. sugárúti megállóiban az NS vonal Göngynegyed és Északnyugat-Portland felé tartó járataira, valamint a szintén a Göngynegyed, illetve a Lloyd-negyed és a kongresszusi központ felé közlekedő A villamosokra lehet felszállni. A 11. sugárúti megállókban az NS vonal Portlandi Állami Egyetem, illetve South Waterfront felé haladó villamosaira, valamint a B vonal South Waterfront és az Ipartudományi Múzeum felé haladó járataira lehet átszállni. A 10. sugárúti, északi irányú megállók a központi könyvtárnál, a traim-train Yamhill utcai peronjával szemközt, illetve az Alder utcánál, a MAX Morrison utcai megállójától egy sarokra északra vannak; a 11. sugárúti, déli irányú peronok pedig az Alder és Taylor utcáknál vannak, utóbbi a könyvtár mögött helyezkedik el.
A közeli vágánykereszteződésnél a tram-trainek a villamosokkal szemben elsőbbséget élveznek. Nem messze egy átkötést építettek be, így a villamosokat a MAX pályáján is lehet mozgatni.
| Előző állomás                                         |                                            | Metropolitan Area Express |  | Következő állomás                                              |
| ----------------------------------------------------- | ------------------------------------------ | ------------------------- |  | -------------------------------------------------------------- |
| Providence Parktovább Hatfield Government Center felé |                                            | Kék vonal                 |  | Pioneer Square Southtovább Cleveland Avenue felé               |
| Providence Parktovább Hatfield Government Center felé | Pioneer Square Northcsak az egyik irányban | Kék vonal                 |  |                                                                |
| Providence Parktovább Beaverton pályaudvar felé       |                                            | Piros vonal               |  | Pioneer Square Southtovább Portland International Airport felé |
| Providence Parktovább Beaverton pályaudvar felé       | Pioneer Square Northcsak az egyik irányban | Piros vonal               |  |                                                                |

## Fordítás
- Ez a szócikk részben vagy egészben  a   Library/Southwest 9th Avenue and Galleria/Southwest 10th Avenue című angol Wikipédia-szócikk ezen változatának fordításán alapul.  Az eredeti cikk szerkesztőit annak laptörténete sorolja fel. Ez a jelzés csupán a megfogalmazás eredetét és a szerzői jogokat jelzi, nem szolgál a cikkben szereplő információk forrásmegjelöléseként.